# 20624 Dariozanetti
20624 Dariozanetti è un asteroide della fascia principale. Scoperto nel 1999, presenta un'orbita caratterizzata da un semiasse maggiore pari a 2,5642622 au e da un'eccentricità di 0,1012621, inclinata di 14,19475° rispetto all'eclittica.
L'asteroide è dedicato a Dario Zanetti, amico dello scopritore.